# Amour d'automne
Pour plus de détails, voir Fiche technique et Distribution.
Amour d'automne est un film muet français réalisé par Louis Feuillade et sorti en 1912.

## Fiche technique
- Titre : Amour d'automne
- Réalisation : Louis Feuillade
- Scénario : Louis Feuillade
- Société de production : Société des Établissements L. Gaumont
- Pays de production :  France
- Langue : film muet avec les intertitres en français
- Format : Noir et blanc — 35 mm — 1,33:1 — Muet
- Métrage : 410 m
- Genre :
- Durée : 13 minutes 30
- Date de sortie : 
  - France : septembre 1912

## Distribution
- Suzanne Grandais
- Miss Édith